# Vị Ương
Vị Ương (tiếng Trung: 未央區, Hán Việt: Vị Ương khu) là một quận thuộc địa cấp thị Tây An (西安市), tỉnh Thiểm Tây, Cộng hòa Nhân dân Trung Hoa. Quận này có diện tích 261 km2, dân số là 360.000 người, mã quận là 610112, mã bưu chính là 710016. Quận Vị Ương được chia thành các đơn vị hành chính gồm 10 nhai đạo, 212 thôn hành chính. Chính quyền quận đóng ở đoạn phía tây của đường Long Thủ Bắc.